# Annie Claus is Coming to Town
Annie Claus is Coming to Town is een Amerikaanse kerstfilm uit 2011. Het is tevens ook een televisiefilm daar het niet in de bioscoop kwam en het eerst uitgezonden werd op  het Hallmark Channel. 

## Verhaal
Annie is de dochter van de kerstman en het hoofd van de speelgoedafdeling. Haar vader wordt ouder en denkt aan een opvolger. Annie vertrekt naar L.A. op zoek naar haar ware liefde zoals haar vader vroeger ook op reis ging toen hij zijn ware liefde vond. Het hoofd logistiek genaamd Chester heeft echter andere plannen. Hij huurt een plaatselijke acteur genaamd Dean in, die Annie moet verleiden en ervoor zorgen dat zij besluit om niet terug te gaan naar de Noordpool. Indien dit zou lukken, dan zou Chester de kerstman worden, wanneer Annie's vader met pensioen gaat.
Annie huurt een kamer in het Candy Cane motel en raakt bevriend met de eigenares Lucy en haar dochter Mia. In de stad ontdekt ze een ouderwetse speelgoedwinkel die op het rand van faillissement staan. De eigenaar genaamd Ted probeert de winkel draaiende te houden met zijn vriend Barry, maar er is een beetje verderop een grote speelgoedwinkel. Annie besluit om gratis te gaan werken in deze winkel en fleurt de winkel helemaal op, omdat Ted niet zo van Kerstmis houdt. Annie helpt tevens Mia en haar koor met hun kerstconcert. Ondertussen date Annie  een paar keer met Dean. Wanneer ze achter Deans bedrog komt, vertrekt ze terug naar de Noordpool en wordt Chester verbannen. Annie ziet dan in dat Ted haar ware liefde en gaat op kerstmis opnieuw naar daar.

## Rolverdeling
- Maria Thayer als Annie Claus, dochter van de kerstman
- Samuel Page als Ted, eigenaar van de speelgoedwinkel
- Randy J. Goodwin als Barry, vriend van Ted
- Vivica A. Fox als Lucy, eigenaar van het motel
- Ryan Bittle als Dean, de acteur
- Nay Nay Kirby als Mia, dochter van Lucy
- Matt Winston als Chester, hoofd logistiek van de kerstman
- Lucy Loken als Amy, vriendin van Mia
- Peter Jason als de Kerstman
- Vicki Lawrence als Martha Claus, vrouw van de kerstman
- Daniel Weaver : Ian
- Greg Roman : Albie